# A nevem Khán
A nevem Khán (eredeti cím: My Name Is Khan, hindiül: माय नेम इज़ ख़ान)  2010-ben bemutatott indiai romantikus filmdráma.

## Cselekménye
|  | Alább a cselekmény részletei következnek! |

Rizván Khán (Sáhruh Khán) indiai muszlim fiú, öccse Zakír, anyja Razia Khán. Mumbai Borivali nevű részén élnek. Rizván különbözik a többi gyerektől; sok elromlott elektromos vagy mechanikus szerkezetet meg tud javítani, rendkívül jó a memóriája, de különösen viselkedik: nem szereti, ha anyja megöleli, ismételgeti, amit mások mondanak neki, és furcsán mozgatja a fejét. Apjuk évekkel azelőtt meghalt. Anyja egy helyi tudósra bízza a tanítását. Anyja kézimunkák eladásából tartja fenn a családot. Mivel anyjuk Rizvánnal külön foglalkozik, ez kiváltja öccse féltékenységét, ami időnként dühkitörésben nyilvánul meg. Öccse tizennyolc éves korában az Egyesült Államokba utazik, hogy ott éljen és dolgozzon. Néhány évvel később, anyjuk halála után Rizván is öccse után megy, aki San Franciscóban egy nagy kozmetikai cégnél dolgozik. Rizvánt közvetlen eladással bízza meg, ő fodrász- és kozmetikai szalonokat keres fel, és a táskájában lévő 22-féle termék előnyeit ecseteli szokatlan őszinteséggel (ami sikeres eladóvá teszi).
Zakír felesége, Haszína, aki pszichológusként dolgozik, felismeri, hogy Rizván egy betegségben szenved, aminek neve Asperger-szindróma.
Rizvánt a körútja során apró kellemetlenségek érik, mert irtózik a sárga színtől (több helyen sárga színűre van festve a gyalogátkelő, sárga színűek a taxik), és az erős zajtól. Egyszer majdnem elüti a villamos (aminek szintén sárga árnyalatú színe van), amikor Rizván rémülten a fülére szorítva a kezét leblokkol előtte.
Megnyugodva a szemben lévő fodrászszalonba megy, ahol elmondja, mit szeretne eladni. A szalonban dolgozók közül Mandíra, egy indiai származású fiatalasszony rokonszenvesnek találja a nyíltan beszélő fiút és ő is szimpatikusnak a lányt. Mandíra 19 évesen került ide Indiából, ahonnan a férjével együtt jött, hogy itt próbáljanak szerencsét. Tőle van egy tíz év körüli fia, Szamír. Férje a gyerek születése után nem sokkal elhagyta a családot (és tartásdíjat sem fizet).
Rizván váratlanul házassági ajánlatot tesz a lánynak, aki, mivel nem akarja visszautasítani, azt a feltételt szabja, hogy mutasson neki Rizván egy olyan érdekes helyet San Franciscóban, amit ő még nem látott. Rizván több alkalommal próbálkozik, de Mandíra mindegyik helyet látta már. Végül egy hajnali időpontban Rizván egy közeli dombtetőre vonszolja a lányt, hogy megmutassa neki a napfelkeltét, miközben a reggeli párából sejtelmesen kiemelkednek a magasabb épületek, és megcsillan rajtuk az első napsugár. Mandíra beleegyezik a házasságba. Zakír tiltakozik, mivel Mandíra hindu vallású, ők pedig muszlimok. Zakír ekkor megtagad minden kapcsolatot a bátyjával.
Rizván és Mandíra összeházasodnak és Sammel együtt egy San Francisco közeli kisvárosba költöznek, a valóságban nem létező Banville-be, ahol Mandíra önálló fodrászszalont nyit. Mandíra és Sam felveszik Rizván családnevét, a Khánt (ami erős torokhanggal, h-val kezdődik).
Közelükben lakik a Garrick család, akikkel jó barátságba kerülnek, Szamír és Reese osztálytársak és barátok. Mark, a férj tudósító, Sarah, a felesége Mandíra barátnője. Sarah javaslatára költöztek a harmincezres kisvárosba.
A 2001. szeptember 11-ei terrortámadások után a környék nyugalma felborul. Muszlim boltosokat sértegetnek, áruikat összetörik. Az iskolában azt tanítják a gyerekeknek, hogy „az iszlám a legerőszakosabb vallás”. Mark kiküldetést kap, hogy tudósítson az Afganisztáni háborúról, ahol meghal. A temetés után Szamír vigasztalni próbálja a barátját, Reese-t, de ő durván elutasítja.
Egyik nap az iskolai sportpályán Reese és Szamír veszekszenek, mert Reese már nem is akar szóba állni Sameerral, közvetve őt vádolja az apja halálával. A vitába néhány idősebb fiú tettlegesen is bekapcsolódik, lökdösni, majd rugdosni kezdik Sameert. Reese ekkor már próbálja őket megállítani, de őt az egyik fiú lefogja. Sameert addig rugdossák, amíg mozog. Sam kórházba kerül, de belehal a sérüléseibe. A lelkileg teljesen összetört Mandíra Rizvánt vádolja a fia halála miatt, mert Rizván miatt ő is muszlimmá vált. Rizván hiába mondja, hogy a fiú nem volt terrorista és ő sem terrorista, Mandíra azt mondja neki, hogy ezt nem tudja elmondani annak a harmincezer embernek, akikkel egy városban élnek, vagy pláne nem az egész országnak. Mandíra közli vele, hogy nem akar vele együtt élni, mert mindig a halott fia jutna róla eszébe. Amikor Rizván megkérdezi, hogy mikor fogadná őt vissza, Mandíra azt válaszolja, hogy mondja el az amerikai elnöknek is, hogy ő nem terrorista. Rizván otthon gondosan felírja a noteszába, hogy mit fog mondani az elnöknek: „A nevem Khán, és nem vagyok terrorista.”
Rizván természetesen szó szerint veszi a nő kérését, és elindul, hogy beteljesítse ígéretét. Államról államra utazik, közben, miután a kártyáján lévő pénz elfogy, apró javításokból szerez pénzt (pl. az út mentén lerobbant autó motorjának javítása).
Útközben egy Wilhemina nevű apró településen (Georgia állam) egy Joel nevű fiú elesik a biciklijével, Rizván hazaviszi a hátán a fiút az anyjához, Jenny mamához, aki szívélyesen fogadja az utazót.
Mivel az amerikai elnök sokat utazik, ezért Rizvánnak nehéz dolga van, ha találkozni szeretne vele. Végül Los Angelesbe három nappal hamarabb érkezik, mint George W. Bush, ezért van ideje körülnézni. Egy mecsetbe betér imádkozni, ahol néhány muszlim férfi beszélgetését hallja. Egyikük erőszakos, szenvedélyes beszédet tart a többieknek, és a Bibliát hozza fel példaként, amiben Isten valakitől a saját fia feláldozását kérte. Rizván ellentmond neki és hazugnak nevezi. Végül távozik a mecsetből. Telefonál a sógornőjének, hogy szerezze meg az FBI számát.
Rizván végül az elnök elvonulása miatt összegyűlt tömegben kiáltozni kezd: „A nevem Khán, és nem vagyok terrorista.” Ezt „természetesen” a mellette állók félreértik, rendőrök veszik körbe és a földre teperik. A börtönben (ahol egyszer túl hideg van, máskor túl meleg) terrorizmus gyanújával hallgatják ki, és az Al-Káida felől faggatják. A kihallgatásokon részt vevő Radha úgy gondolja, hogy Rizván nem terrorista. Egy fiatal riporter a vizsgamunkájának szánja a Rizván Khánról szóló munkáját, amihez nagy ismertségnek örvendő riporterektől kér segítséget. Többségük elutasítja, de végül a média nyomására elengedik Rizvánt. A kijáratnál kisebb ünneplő tömeg várja transzparensekkel, ő azonban felesége parfümjének illatát követve másik kijáraton távozik. Látja Mandirát, de nem megy oda hozzá, mert még nem teljesítette az ígéretét. Amint meglátja a hurrikán által pusztított Wilhelmina település képét a tévében, azonnal odautazik. A település derékig érő vízben áll, csak a templom emelkedik a vízszint fölé, ahová a lakosság behúzódott. Rizván a sérült templomtető javításával kezdi, majd pedig minden javítási munkában részt vesz. A média figyelmét felkelti a jelenség: „muszlim férfi segít a bajbajutott falu lakosain” (a településen ugyanis kizárólag négerek élnek). Segélycsomagok áradata indul meg, és a segítség hatása kiszélesedik: más településeken is segíteni kezdenek a kevésbé érintettek.
Ugyanekkor Reese arra az elhatározásra jut, hogy nem hallgatja el a bűnösök nevét Mandíra előtt (ezzel vállalja azt, hogy őt magát is elítélik a gyilkosságban való részvételért). A rendőrség letartóztatja a fiúkat. Mandíra telefonhívást kap Sarah-tól, aki látja a tévében Rizvánt, amin a bajbajutott faluban dolgozik, és azt mondja neki, hogy nem veszítse el a férjét is. Mandíra rájön, hogy a bűnösök elfogásával véget ért a küldetése a fia halálával kapcsolatban, és végső soron nem Rizván a bűnös, ezért odautazik Wilhelminába. Azonban amikor megérkezik és megpillantja Rizvánt, egy fanatikus muszlim, egy késsel hasba szúrja Rizvánt (az ő telefonhívása nyomán letartóztatták a militáns muszlim sejt vezetőjét). Rizván életveszélyesen megsebesül, kórházba kerül, de hamarosan felépül. Mandíra le akarja beszélni Rizvánt az ígérete betartásától, de ő hajthatatlan, be akarja tartani az adott szavát és találkozni akar az elnökkel.
Végül Rizván feleségével együtt találkozik az Egyesült Államok újonnan megválasztott afro-amerikai elnökével, aki kisebb beszédet mond az esemény kapcsán. Rizván és Mandíra megnyugodva térhetnek haza.
|  | Itt a vége a cselekmény részletezésének! |

## Szereposztás
- Sáhruh Khán – Rizván Khán
- Kádzsol – Mandíra Khán, Rizván felesége
- Juvan Makár – Szamír (Sam), Mandíra fia
- Zarína Vaháb – Razia Khán (Rizván anyja)
- Tanaj Cshedda – Rizván Khán (mint fiatal fiú)
- Dzsimi Sergil – Zakír Khán, Rizván öccse
- Szonja Dzsehán – Haszína Khán
- Parvín Dabasz – Bobi Ahúdzsa
- Ardzsún Mathúr – Radzs Burmán
- Sugandha Garg – Komal
- Sheetal Menon – Radha, pszichiáter a kihallgatásoknál
- Christopher B. Duncan – az Egyesült Államok elnöke
- Kenton Duty – Reese Garrick, Szamír barátja az iskolában
- Michael Arnold – Reese Garrick (mint gyerek)
- Umesh Tonpe – Sandip Chotala (Rizván barátja az USA-ban)
- Dominic Renda – Mark Garrick, tudósító, Rizvánék szomszédja Banville-ben. Afganisztánban meghal.
- Katie A. Keane – Sarah Garrick, Mark felesége
- Harmony Blossom – Karma Girl
- Arif Zakaria – Fajszál Rahman, uszító muszlim szónok a mecsetben
- Vinay Pathak – Dzsites
- Jennifer Echols – Jenny mama
- Adrian Kali Turner – fura hajú Joel, Jenny mama kisebbik fia
- Benny Nieves – Garcia nyomozó
- Sumeet Raghavan – Rizván támadója
- George W. Bush –  önmaga

## Megjelenése
A nevem Khán bemutatója Abu-Dzabiban volt 2010. február 10-én. Világszerte a mozik 2010. február 12-én kezdték vetíteni.
DVD-n és Blu-rayn Indiában 2010. április 28-án jelent meg, a világ többi részén 2010. augusztus 10-én jelent meg.

## Bevételek
A film a negyedik legnagyobb bevétellel rendelkező bollywoodi film.

## Fogadtatás
A filmkritikusok véleményét összegző Rotten Tomatoes 80%-ra értékelte 5 vélemény alapján.
Az indiai filmkritikusok kiemelkedően pozitívnak értékelték. Az amerikai kritikusoktól vegyes és pozitív kritikákat kapott. A kritikusok véleményét súlyozva számoló Metacritic 50/100 pontot adott rá, 7 vélemény alapján. Ugyanitt a nézők 87%-ának tetszett.
Az Internet Movie Database 72%-ra értékelte a nézők szavazatai alapján.
Rachel Saltz, a The New York Times kritikusa szerint: „A Khán egyike annak a néhány hindi filmnek, amik olyan indiaiakról szólnak, akik a 9/11 utáni paranoid Amerikában élnek. és van valami elbűvölő abban, hogy ennek az országnak az életét bollywoodi lencsén keresztül látjuk, még akkor is, ha a történet egy tündérmese. (a legérdekesebb a kapcsolódás a négerek és a muszlim indiaiak között). Karan Johar gyakorlott rendezése és a Shankar, Ehsaan & Loy együttes zenéje könnyet csal a szemünkbe, miközben az iszlámról és a toleranciáról tanulunk meg dolgokat.”
Kirk Honeycutt, a Hollywood Reporter kritikusa szerint „A nevem Khán kénytelen beleásni az amerikaiak muszlim-ellenes hisztériájába, amikor olyan témához nyúl, amit az amerikai filmek elkerülnek. A film lehetőséget ad Sáhruh Khánnak, hogy tehetségét szélesebb nézőközönségnek megmutassa. Ez megéri a 162 perces utazást.”
Jay Wesissberg, a Variety magazin kritikusa szerint „A nevem Khán nagyon élvezhető dráma, magabiztos kamera jellemzi, ami kivételes produkciós tervezéssel párosul. Sáhruh Khán és Kádzsol kettőse gyönyörködteti a nézőt. Kádzsol természetes melegsége még hihetőbbé teszi a köztük lévő kapcsolatot.”

## Díjak, jelölések
A nevem Khán nem volt India hivatalos Oscar-jelöltje, de az emlékeztető listán szerepelt, ami lehetőséget adott rá, hogy bármely kategóriában díjat kapjon.
2011-es, 56. Filmfare-díjak
elnyerte
- legjobb rendező – Karan Dzsauhar
- legjobb színész – Sáhruh Khán
- legjobb színésznő – Kádzsol

jelölt
- legjobb film – A nevem Khán
- legjobb zenei rendező – Shankar-Ehsaan-Loy együttes
- legjobb dalszövegíró – Niranjan Iyengar a "Sajda" c. számért
- legjobb dalszövegíró – Niranjan Iyengar a "Noor-e-Khuda" c. számért
- legjobb férfi énekes – Adnan Szami és Sankar Mahadévan a "Noor-e-Khuda" c. számért
- legjobb férfi énekes – Rahát Fateh Ali Khán a "Sajda" c. számért
- legjobb női énekes – Shreya Ghoshal a "Noor-e-Khuda" c. számért

2011-es Zee Cine-díjak
elnyerte
- legjobb férfi színész – Sháhruh Khán
- legjobb rendező – Karan Dzsauhar
- legjobb férfi női énekes – Richa Sharma – "Sajda"
- legjobb történet – Karan Dzsauhar & Sibani Bathidzsa
- legjobb hang – Dileep Subramaniam
- legjobb marketing

jelölt
- legjobb film
- legjobb színésznő – Kádzsol
- Sa Re Ga Ma Pa – az év dala – "Sajda"

2011-es Star Screen-díjak
elnyerte
- legjobb színész  – Sháhruh Khán
- legjobb zenei rendezés – Shankar Ehsan Loy együttes
- Ramnath Goenka Emlékdíj

jelölt
- legjobb színész – Sháhruh Khán
- legjobb színésznő – Kádzsol
- legjobb férfi énekes – Rahát Fateh Ali Khán – "Sajda"
- legjobb férfi énekes – Sankar Mahadévan – "Noor-e-Khuda"
- legjobb férfi énekes – Shafqat Ali – "Tere Naina"
- legjobb dalszövegíró – Niranjan Iyengar – "Noor-e-khuda"
- Star Screen-díj a legjobb dalszövegírónak – Niranjan Iyengar – "Sajda"
- legjobb történet – Sibani Bathidzsa
- legjobb gyerekszereplő – Tanaj Hemant Cshedda

6. Apsara Film- és Televízióproducerek Céhének díjai
elnyerte
- legjobb rendező – Karan Dzsauhar
- legjobb férfiszínész – az olvasók választása – Sháhruh Khán

jelölt
- legjobb film – Dharma Productions
- legjobb színész főszerepben – Sháhruh Khán
- legjobb színésznő főszerepben – Kádzsol
- legjobb történet – Sibani Bathidzsa
- legjobb dalszöveg – Niranjan Iyengar for "Tere Naina "
- legjobb zene – Shankar Ehsaan Loy együttes
- legjobb férfi énekes – Shafqat Amaanat Ali Khan a "Tere Naina" c. dalban
- legjobb női énekes – Richa Sharma a "Sajda" c. dalban

Nemzetközi Indiai Filmakadémia díjai
elnyerte
- legjobb rendező – Karan Dzsauhar
- legjobb színész – Sháhruh Khán
- legjobb dalszövegíró – Niranjan Iyengar a „Sajdaa” c. számért
- legjobb háttérzene – Shankar Ehsaan Loy együttes
- legjobb történet – Sibani Bathidzsa

jelölt
- legjobb film
- legjobb zenei rendezés – Shankar Ehsaan Loy együttes
- legjobb művészeti rendezés
- legjobb operatőri munka
- legjobb vágás
- legjobb forgatókönyv – Sibani Bathidzsa
- legjobb hangrögzítés

Big Star Entertainment-díjak
elnyerte
- legjobb film – Dharma Productions
- legjobb zene – Shankar Ehsan Loy együttes

The Global Indian Film And Television Honors
elnyerte
- legjobb színész főszerepben – Sháhruh Khán
- legjobb színésznő mellékszerepben – Zarina Wahab

## A film készítése
A film a Dharma Productions és a Red Chillies Entertainment koprodukciójában készült. Forgalmazója a FOX Star Entertainment.
A filmet Indiában és az Egyesült Államokban forgatták. A forgatás Los Angelesben kezdődött, 2008 decemberében. Az egyik forgatási helyszín az UCLA volt. A forgatás 2009 áprilisában Mumbaiban, majd 2009 júniusában a produkció San Franciscóban folytatódott. A San Francisco Bay Area területén a film egyik kulcsjelenetét a „Children's Discovery Museum of San Jose”-ban vették fel.
A forgatást visszavetette, amikor a film egyik szereplője, Aamir Bashir nem kapott vízumot az Egyesült Államokba. Helyette Dzsimi Sergil kapta meg Khán öccsének szerepét.
Eredetileg Shabana Azmi játszotta Rizván anyjának szerepét, de vállsérülése miatt távoznia kellett a produkcióból.
Tanaj Cshedda azért kapta meg a fiatal Khán szerepét, mert hasonlít az idősebb színészre, továbbá mert a nemzetközi mozilátogatók által ismertté vált a Gettómilliomosban játszott „középső Dzsamal” szerepe által.
A rendező nem kapott engedélyt a hatóságoktól, hogy az egyik Los Angeles-i mecsetben forgasson, ezért díszletet kellett építeniük.

## Forgatási helyszínek
A filmet Indiában és az Egyesült Államokban forgatták:
- Mumbai, India – a fiatal Rizván és családjának élete
- San Francisco, USA
- Los Angeles, USA

## Érdekesség
- A főszereplő családnevét (Khán) nem k-val, hanem erős, torokban képzett h-val kell ejteni.
- Ez a film volt 2010-ben a legdrágább bollywoodi film. Ugyanakkor a bevétele is a legmagasabb, ami még a 2008-as Gadzsini rekordbevételét is meghaladja.

## Fordítás
Ez a szócikk részben vagy egészben  a   My Name Is Khan című angol Wikipédia-szócikk fordításán alapul.  Az eredeti cikk szerkesztőit annak laptörténete sorolja fel. Ez a jelzés csupán a megfogalmazás eredetét és a szerzői jogokat jelzi, nem szolgál a cikkben szereplő információk forrásmegjelöléseként.